# Bell Island (Neufundland)
Bell Island ist eine Insel in der Conception Bay, einer Bucht vor der Halbinsel Avalon im Nordosten der kanadischen Provinz Neufundland. Die Insel liegt damit im Nordatlantik. Sie ist 9 mal 3 km groß und hat ca. 3000 Einwohner, von denen viele heutzutage zur Arbeit nach St. John’s pendeln.

## Geschichte
Die frühen europäischen Bewohner lebten, wie in der gesamten Conception Bay, von der Robbenjagd. 1848 gründete die Familie Pitt eine Ziegelei, die Rees-Familie führte eine Werft in Lance Cove. Von 1895 bis 1966 wurde Eisenerz abgebaut und meist nach Europa exportiert, allerdings durchgängig kontrolliert durch auswärtige Unternehmen, die keinerlei Vorteil darin sahen, sich um die lokale Ökonomie oder den Umweltschutz zu kümmern. Von dem Erz hatte bereits 1578 ein Kaufmann aus Bristol berichtet. 1628 versuchten Angehörige der Sir-John-Guy's-Kolonie in Cupids, nachdem sie zum Zweck der Analyse eine Ladung von Bell Island nach England geschickt hatten, eine Schürferlaubnis zu bekommen, doch erhielten sie keinen Schutzbrief.

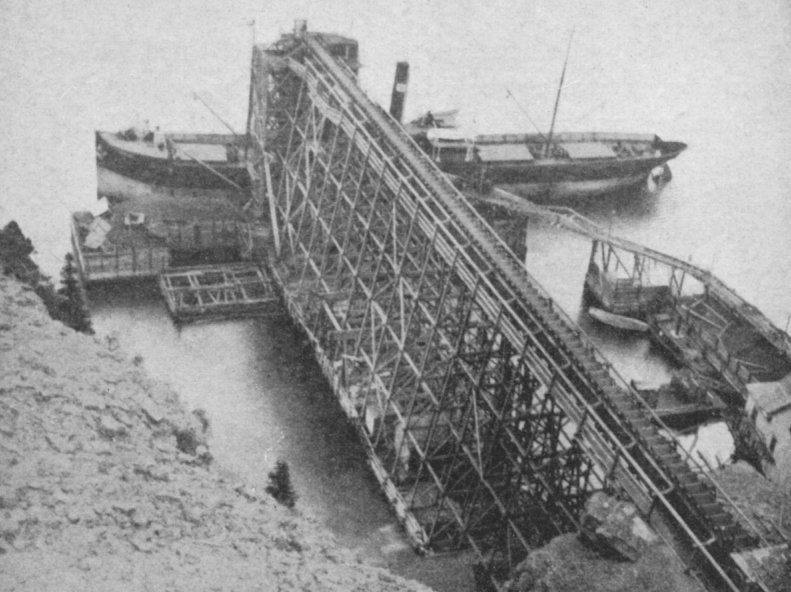
Verladepier, vor 1903

1892 ging die Mine an die Butlers aus Topsail, die Agenten der New Glasgow Coal, Iron and Railroad Company herbeiholten, der späteren Nova Scotia Steel and Coal Company. Thomas Cantley, Sekretär der Gesellschaft, benannte die Mine mit dem Abenaki-Wort Wabana, was so viel wie ‚Ort, wo das Tageslicht zuerst erscheint‘ bedeuten soll. Das Erz versorgte vor allem die Stahlwerke im neuschottischen Sydney, wurde aber auch in die USA und nach Deutschland geliefert. 1899 erwarb eine weitere Minengesellschaft, die Whitney Company, die spätere Dominion Steel Corporation, Schürfrechte unterhalb der Mine der Konkurrenz, im sogenannten lower bed. Nachdem die Erze oberhalb des Meeresspiegels abgebaut waren, griff man ab 1905 die tieferen Lagen an. Dabei besaß dort die Nova Scotia Steel and Coal etwa 32 Quadratmeilen unterseeischen Gebietes, die Dominion Company etwa acht. 1951 arbeitete man unter dem Meeresspiegel bereits knapp 5 km vor der Küste. Dabei war die Decke der Mine stellenweise weniger als 70 m dick. Doch der Erste Weltkrieg bedeutete einen herben Rückschlag für beide Gesellschaften, denn Deutschland, der Hauptabnehmer, fiel schlagartig als Kriegsgegner aus. Andererseits führte die Ruhrbesetzung durch Frankreich in den Jahren 1923 bis 1925 zu dramatischen Oszillationen auf dem Erzmarkt, erst recht die Weltwirtschaftskrise.
1920 übernahm die British Empire Steel Corporation (BESCO), ein Industriekonglomerat, beide ursprünglich auf Bell Island arbeitenden Gesellschaften. Doch 1926 war BESCO bankrott und die Minen wurden von National Trust, bei dem BESCO massiv verschuldet war, übernommen. 1930 erwarb die Dominion Steel Corporation (DOSCO) die Anlagen von BESCO, doch 1957 übernahm A.V. Roe Canada nach Querelen mit Anteilseignern die Anlagen. Dieses Unternehmen wurde später als  Hawker Sidley Canada bekannt.
1942 griffen deutschen U-Boote wiederholt die Insel sowie die in den umliegenden Gewässern verkehrende Erzfrachter an. Bei den Angriffen im September und November 1942 versenkten die deutschen U-Boote vier Handelsschiffe, töteten fast 70 alliierte Seeleute und beschädigten den Pier schwer. Die Angriffe waren von Bedeutung, da die Eisenerzminen ein wichtiger Lieferant für die Stahlwerke von Cape Breton und damit ein wesentlicher Bestandteil der militärisch-industriellen Kriegsanstrengungen Kanadas im Zweiten Weltkrieg waren. Auf Grund dieser Bedeutung wurde die U-Boot Abwehr in den Gewässern verstärkt und es wurde auf der Insel eine Batterie der Küstenartillerie stationiert. Da die Angriffe die Zusammenarbeit zwischen Kanada und dem noch eigenständigen Neufundland verstärkten wurde das Ereignis am 16. August 2019, auf Vorschlag des Historic Sites and Monuments Board of Canada, durch die kanadische Regierung zu einem „nationalen historischen Ereignis“ erklärt.
1950 musste die erste der vier Minen geschlossen werden, 1959 die zweite, 1962 die dritte. Im April 1966 schloss die letzte Mine. Insgesamt waren 78.989.412 Tonnen Erz exportiert worden. Zwischen 1954 und 1959 erschien die Zeitung Submarine Miner
Nach der Schließung der Minen verließen viele Bell Island. 2001 hatte Wabana 2679 Einwohner, 2006 waren es noch 2418, die Einwohnerzahl von Lance Cove fiel von 399 auf 366 Einwohner. 2011 lebten jedoch immer noch etwa 3000 Menschen auf der Insel, es bestehen weiterhin Schulen und Kirchen, wie die  St. Augustine’s Elementary School, St. Michael’s Regional High oder die Einrichtungen der 1875 eingerichteten Gemeinde St. Michael’s Roman Catholic Parish. Inzwischen spielt der Tourismus die Hauptrolle für die Wirtschaft. Um dies zu fördern, wurde die Insel als Minenstadt in Szene gesetzt, indem man etwa große Wandmalereien mit entsprechenden Darstellungen anbrachte. Mine No. 2 wurde für Touristen geöffnet, es gab Pläne, um die Stollen als Rohöllager zu nutzen.

## Verkehr

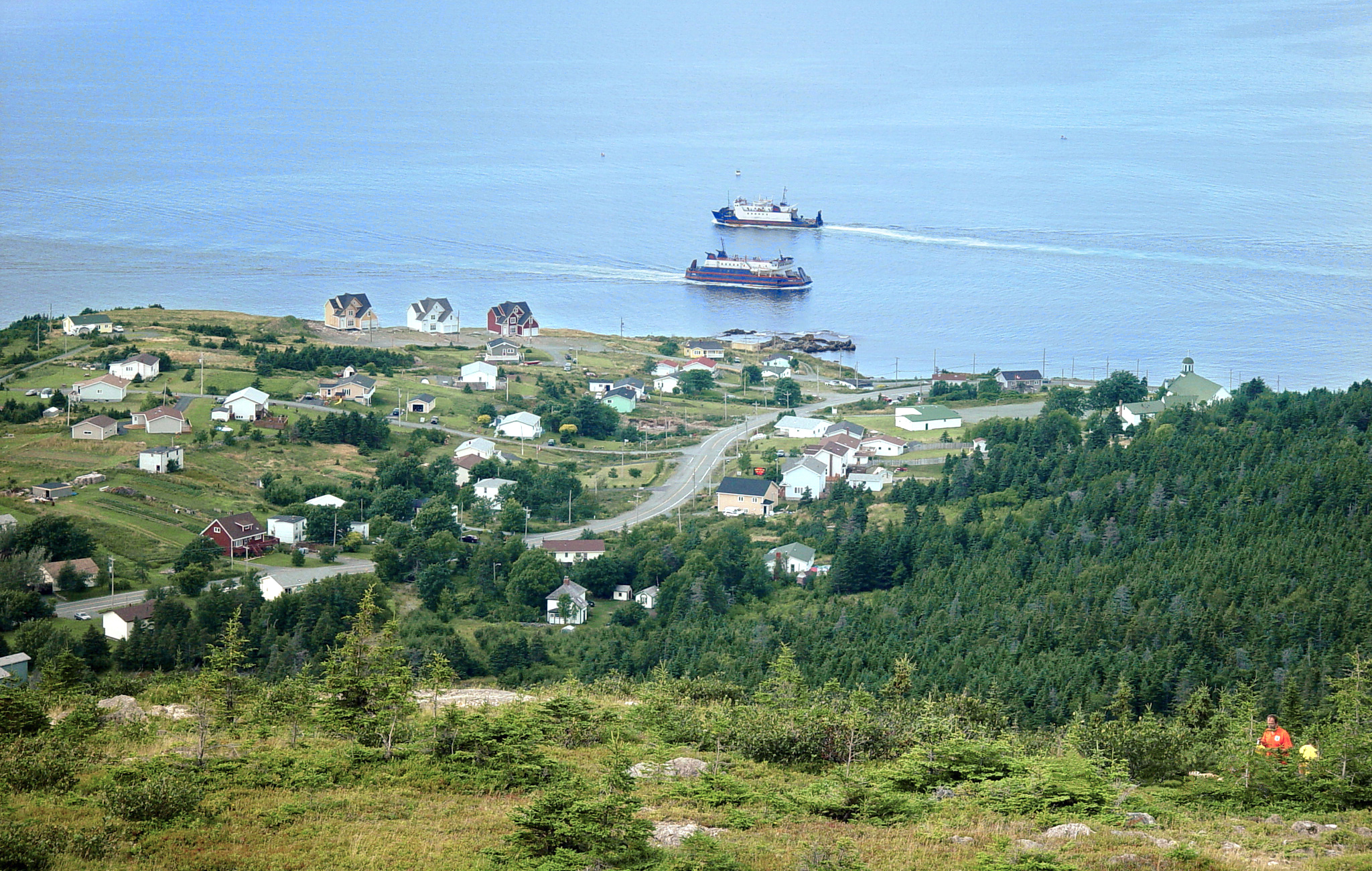
Die beiden Fähren der Insel vor Portugal Cove

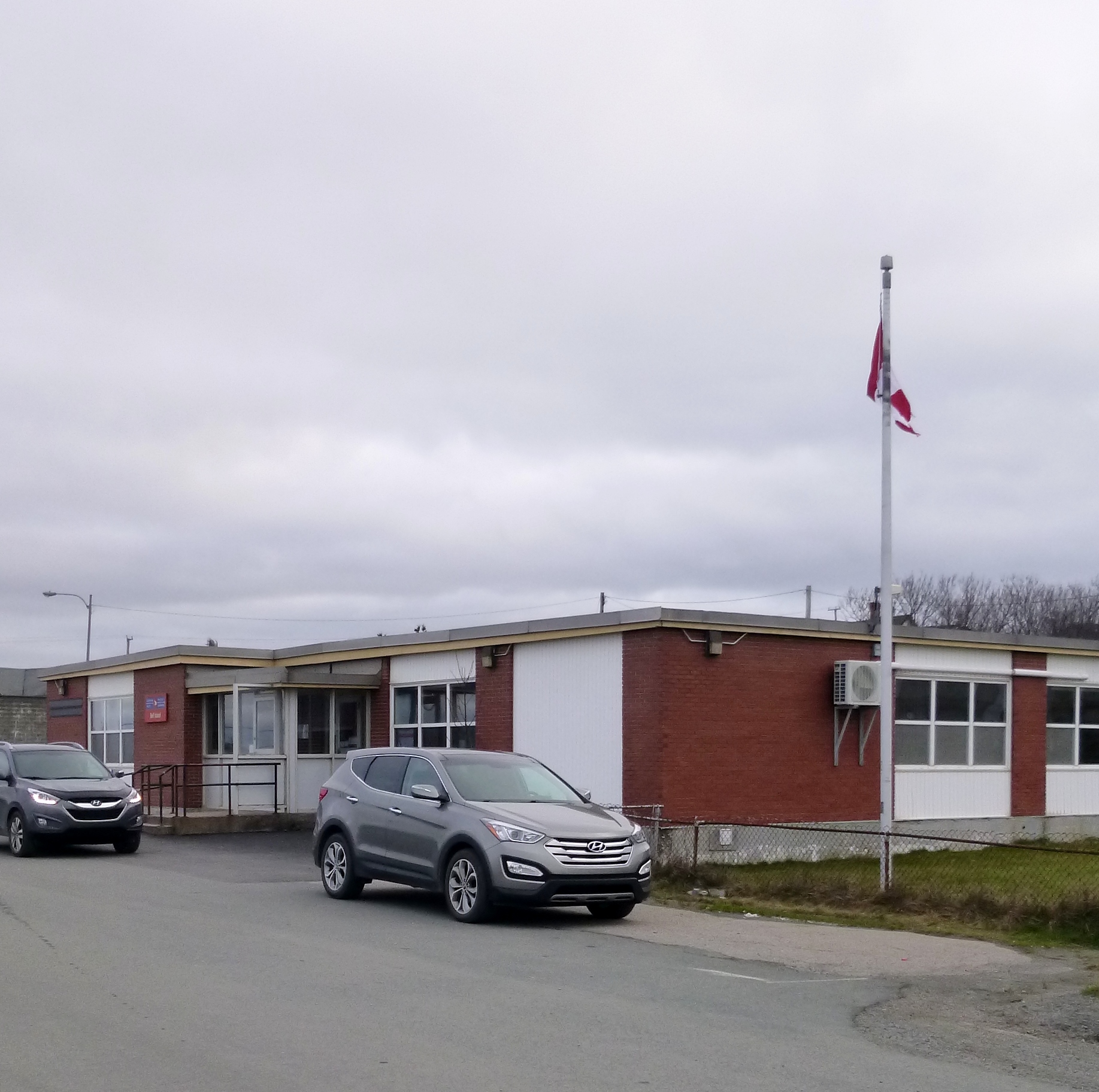
Postamt, 2016

Die Insel wird durch die Fähre The Tickle mit dem Festland verbunden. Sie verkehrt nach Portugal Cove.